# Городской театр Гётеборга
Городской театр Гётеборга (швед. Göteborgs stadsteater) — шведский музыкальный театр, открытый в Гётеборге в 1934 году.

## История и деятельность
В 1910 году была создана Театральная ассоциация Гётеборга (Göteborgs Teaterförening) решила создать в городе театр. В апреле 1912 года участники ассоциации обратились к Королевскому Величеству за финансовой поддержкой своей идеи. Были проведены лотереи, принесшие доход. Также десять гётеборгских граждан, в числе которых были архитектор Эрнст Крюгер, бизнесмен и меценат Конрад Пинеус, судовладелец Аксель Брострём, предприниматель Гёста Френкель, политик Вильгельм Энрикес, финансист Герман Маннгеймер, промышленник Густав Вернер, политик и промышленник Яльмар Вийк передали городу по 100 000 шведских крон на определённых условиях в качестве театрального фонда.
Осенью 1917 года городской совет Гётеборга принял решение о строительстве театра, и 27 декабря того же года для этого было создано акционерное общество AB Göteborgs Teater. В 1918 году это общество стало владельцем находившейся под угрозой банкротства театральной труппы ресторатора Софуса Петерсена, собственника театра Lorensbergsteatern, а управление театром взял на себя город Гётеборг. В театре работали режиссёры Пер Аугуст Линдберг и Кнут Стрём, а также известный актёр Йёста Экман. После начала работы Городского театра Гётеборга Lorensbergsteatern был преобразован в кинотеатр.
Строительство нового городского театра было отложено из-за осложнений в экономике страны, а также из-за одной из фракций, выступающей против строительства и за модернизацию существующего Stora Teatern. Спустя почти десятилетие, в 1926 году, комитет по строительству театра поручил архитектору Карлу Бергстену спроектировать театр по согласованию со сценаристом и режиссёром Кнутом Стрёмом. На заключительных дебатах городского совета в 1930 году было принято окончательное решение по поводу строительства театра на площадке Götaplatsen городского района Лоренсберг.
Первый камень в фундамент здания был заложен 28 мая 1931 года, а 29 сентября 1934 года состоялось торжественное открытие театра спектаклем Уильяма Шекспира «Буря», где выступили Георг Ридеберг, Мими Поллак, Людде Гентцель и Лилль-Толли Зеллман.

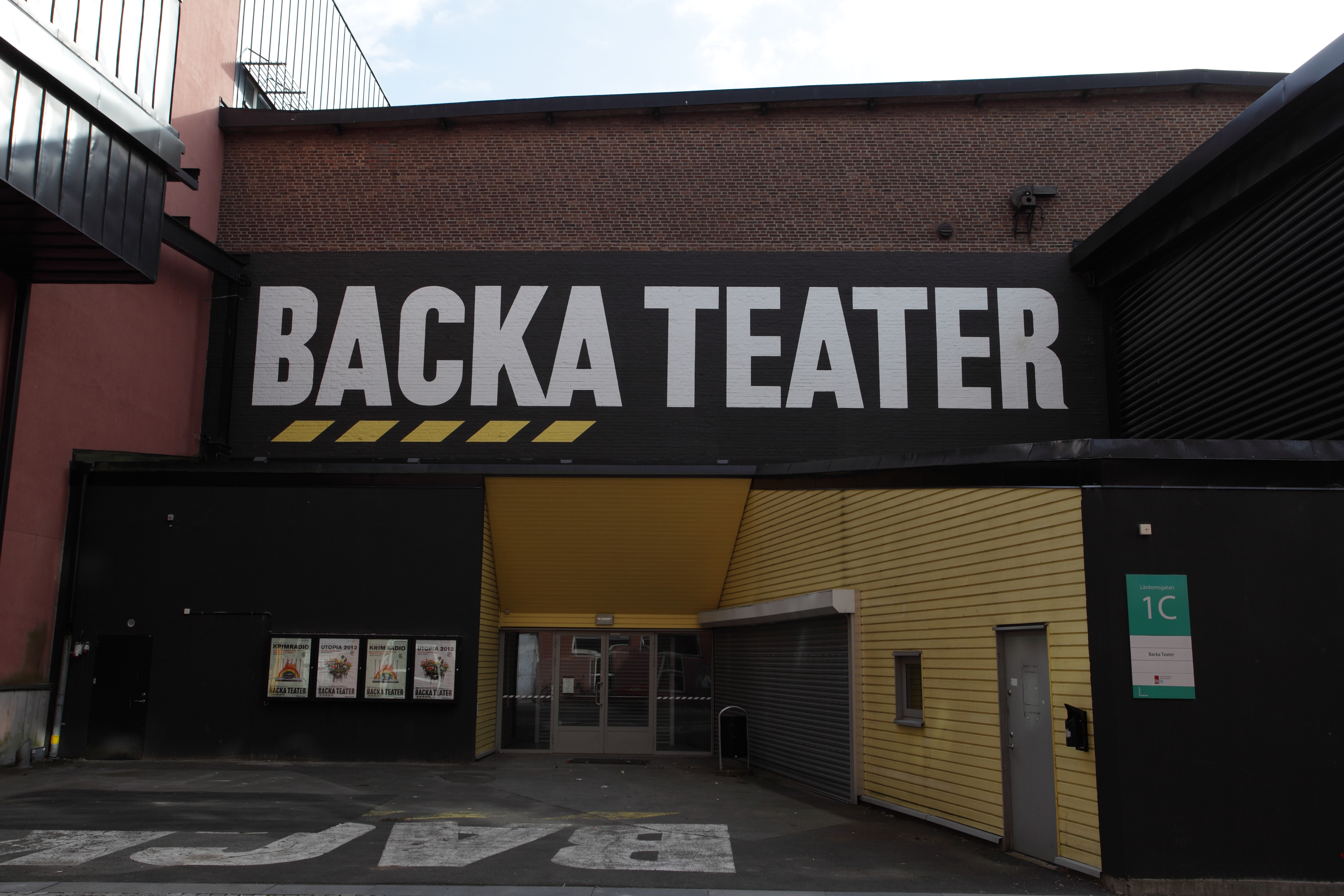
Backa Teater

В январе 1937 года в театре была открыта новая небольшая сцена на 220 мест, где в день открытия была показана пьеса американского драматурга Юджина О’Нила «Император Джонс» («Emperor Jones», 1920). В 2002 году была реконструирована главная театральная сцена, увеличившая свою площадь. Паркетный пол зала был перестроен с бо́льшим уклоном, чтобы улучшить видимость.
С 1979 года в состав Городского театра Гётеборга входит художественно независимый Backa Teater — один из ведущих шведских детских и молодёжных театров.
Руководителем (главный режиссёр) Городского театра Гётеборга с 2014 года является Бьёрн Сандмарк, художественный руководитель — Linda Zachrison.